# Col du Lautaret (Isère)
Pour les articles homonymes, voir Col du Lautaret et Lautaret.
Cet article possède un paronyme, voir Col de l'Autaret.
Le col du Lautaret est un col routier de France situé en Isère, dans la chaîne de Belledonne, sur les communes des Adrets et de Laval-en-Belledonne, au-dessus de Froges et en dessous de Prapoutel. À 984 mètres d'altitude, il est franchi par la route départementale 280 qui relie Saint-Martin-d'Uriage à Saint-Pierre-d'Allevard en balcon au-dessus du Grésivaudan.